# Пій X
Святий Пій X (світське ім'я — Джузеппе Мелькіоре Сарто; (2 червня 1835 , Рієзе-Піо-X, Ломбардо-Венеційське королівство  — 20 серпня 1914 , Апостольський палац ) — папа римський у 1903—1914 роках.
З 1858 року — священник, з 1884 — єпископ, з 1893 — кардинал і патріарх Венеції. Скасував право трьох католицьких держав (Австрії, Іспанії та Франції) відхиляти небажані кандидатури під час виборів папи, що існувало з часів середньовіччя. Був противником модерністських змін у католицькій церкві, опублікував енцикліку (письмове звернення Папи до всіх католиків) проти модернізму Pascendi. Пій Х виступав проти відокремлення церкви від держави, 1906 року звернувся з енциклікою проти прийняття такого закону в Франції. Пій Х призначив першого єпископа Української греко-католицької церкви у США (1907, фактично 1913; С. Ортинський) та в Канаді з осідком у Вінніпегу (1912, єпископ Н. Будка). Підтримував діяльність митрополита А. Шептицького.

## Священник, єпископ Мантуї, патріарх Венеції та кардинал
Джузеппе Мелькіоре Сарто народився 2 червня 1835 року в Рієзе, поблизу Тревізо. Був сином поштаря та швачки. Навчався у католицьких семінаріях у Тревізо й Падуї. 1858 року прийняв сан священника та служив у Венеції. 1875 року був призначений ректором семінарії в Тревізо. 1884 року став єпископом Мантуї. 1893 року папа Лев XIII вручив йому кардинальську шапку й того ж року призначив його на пост патріарха Венеції.

## Папа Пій X
Після смерті Льва XIII перебіг конклаву було порушено через втручання архієпископа Краківського кардинала Яна Пузини, який від імені австрійського імператора наклав вето на кандидатуру Рамполли, який набрав під час голосування 31 голос (Пій X — 5 голосів). Виборщики висловили своє невдоволення, але підкорились волі імператора. 4 серпня 1903 року 50 голосами папою було обрано патріарха Венеції, міста, де вплив Австрії був досить значним. Зійшовши на трон Святого Петра, Пій Х призначив кардинала Меррі дель Валя Державним секретарем Ватикану. Він значно переважав новообраного папу за політичним досвідом та вмінням орієнтуватись у переплетеннях дипломатичних відносин. Меррі дель Валь зважав на впливовість і дотримувався консервативних тенденцій.

### Противник модернізму
В галузі соціальних відносин і церковної дисципліни папа був прихильником твердої руки. Коли після прийняття французьким парламентом «Закону про відокремлення церкви від держави» (9 грудня 1905) загострились відносини апостольської столиці з Францією, Меррі дель Валь схилив Пія Х зайняти непримиренну позицію, навіть ціною значного збідніння французького духовенства. Іншою проблемою, що привернула увагу Пія Х та його співробітників, була нова філософсько-релігійна течія, що мала назву модернізму та проголошувала необхідність оновлення католицької ідеології та підлаштування її змісту й мови до мислення людини XX століття. Про реформу замислювався вже Лев XIII, але його програма була зосереджена на відродженні традиції середньовічної схоластичної філософії.

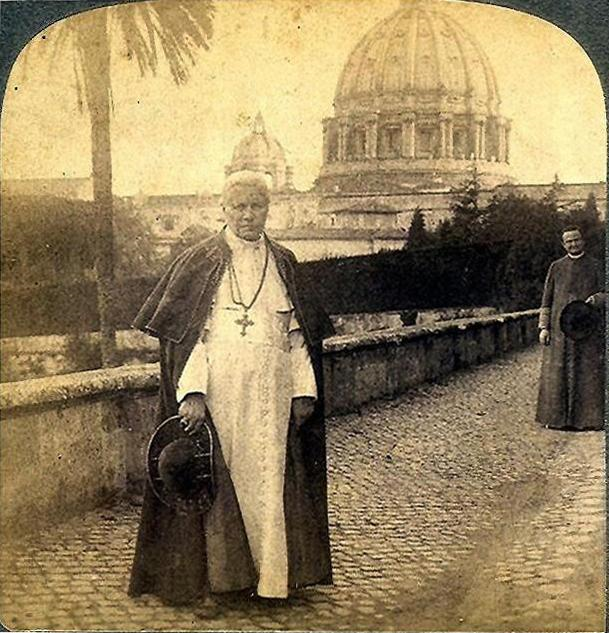
Фото Пія X

Модерністи шукали натхнення в сучасній філософії. Пій Х не відхилився від програми свого попередника й 8 вересня 1907 року урочисто засудив модерністів. Почалось інспіроване Ватиканом суворе утиснення модерністів: у єресі підозрювався кожен представник духовенства, який хоч єдиним словом висловив свою симпатію відносно модернізму. За ініціативою папи була створена спеціальна організація, що займалась збиранням інформації та доносів, на підставі яких церковна інквізиція карала підозрюваних у «новій єресі». Смерть Пія Х та початок Першої світової війни послабили це повернення до середньовічних методів інквізиції, проте боротьба ватиканських закладів зі спробами осучаснення думки та структури католицизму тривала до II Ватиканського собору (1962—1965). Пій XII 1951 року звів Пія Х в ранг блаженних, а 1954 року проголосив його святим.
Ім'я Пія X, який активно боровся проти модернізму, має опозиційне до Ватикану Священицьке братство святого Пія Х, засноване архієпископом Марселем Лефевром та яке не визнає змін у богослужінні, ухвалених Другим Ватиканським собором; з 1988 року воно перебуває поза молитовним спілкуванням з Ватиканом.

### Пій X у побуті
Поводився папа демократично. Своїх гостей люб'язно усаджував до крісел. Перебравшися до Ватикану, Пій X аніскільки не змінив своїх провінційних звичок. Як і до того, він продовжував користуватись дешевим годинником-цибулиною, писати звичайною канцелярською ручкою, причому чистив перо манжетами своєї білосніжної сутани, від чого вони завжди були вимазані чорнилом.
Пій X увійшов до історії як перший папа, який подивився кінофільм. То була короткометражна стрічка про реконструкцію дзвіниці Святого Марка у Венеції. Фільм дуже сподобався папі, він передивлявся його багато разів, впізнавав у кадрах друзів та знайомих, вказував на них, голосно вигукував їхні імена, сміявся, одним словом, повною мірою насолоджувався видовищем.

## Голові енцикліки та булли
- Poloniae populum («Польський народ») — грудень 1905 року
- Pascendi Dominici Gregis — 8 вересня 1907 року
- Sapiente concillo (про скорочення конгрегацій курії з 37 до 19)
- Singulari quadam (про трудові організації) — 24 вересня 1912 року.